# سيدريك إيرول كار
سيدريك إيرول كار (بالإنجليزية: Cedric Errol Carr)‏ هو عالم نبات نيوزيلندي، ولد في 1892، وتوفي في 1936.